# 里卡多·埃切维里亚
里卡多·埃切维里亚（西班牙語：Ricardo Echeverría，1918年5月31日—1970年8月15日），智利男子马术运动员。他曾代表智利参加1952年夏季奥林匹克运动会马术比赛，获得团体场地障碍赛银牌。